# Back to School (Mini Maggit)
Back to School (Mini Maggit) ist ein Lied der US-amerikanischen Alternative-Metal-Band Deftones. Es erschien im Oktober 2000 als zweite Single ihres dritten Studioalbums White Pony. Am 12. März 2001 erschien eine gleichnamige EP.

## Inhalt
Back to School (Mini Maggit) ist eine Alternative-Metal-/Nu-Metal-/Rap-RockSong, der von Stephen Carpenter, Chi Cheng, Abe Cunningham, Chino Moreno geschrieben wurde. Der Text ist in englischer Sprache verfasst. Back to School (Mini Maggit) ist in der Originalversion 3:57 Minuten lang, wurde in der Tonart As-Dur geschrieben und weist ein Tempo von 85 BPM auf. Produziert wurde das Lied von Terry Date im Tonstudio Record Plant in Sausalito. Back to School (Mini Maggit) ist eine metaphorische Attacke an all die Bands, die ihren Sound von den Deftones gestohlen haben, insbesondere die aus dem Genre des Rap Metal.
Das Album White Pony war schon einige Monate veröffentlicht, als die Verantwortlichen von Maverick Records eine zweite Single wollten und der Meinung waren, dass unter den anderen Liedern des Album kein geeigneter Kandidat wäre. Sänger Chino Moreno erinnerte sich, dass die Mitarbeiter ihrer Plattenfirma auf Bands wie Papa Roach und Linkin Park verwiesen, die jeweils über sechs Millionen Alben verkauften, während die Deftones nicht mal ein Zehntel davon verkaufen konnten. Zunächst weigerte sich Moreno, einen Rap-Rock-Song zu schreiben, da er solche Lieder nicht mehr schreiben wollte. Dann hätten die Verantwortlichen von Maverick ihn auf den Refrain des Liedes Pink Maggit hingewiesen und ihn gebeten, daraus ein dreiminütiges Lied zu schreiben. Schließlich willigte Moreno ein, weil „formularische Lieder einfach zu schreiben wären“. Laut der Band hätten die Maverick-Mitarbeiter Dollarzeichen gesehen, als sie das Ergebnis hörten. Im Oktober 2000 wurde das Album neu veröffentlicht mit Back to School an erster Stelle. Chino Moreno bezeichnete das Lied im Nachhinein zunächst als Fehler. Bereits wenige Jahre später hingegen erklärte er, dass er den Titel nicht bereuen würde.

## Musikvideo
Das dazugehörige Musikvideo wurde an der Grant High School in Los Angeles gedreht. Regie führte Paul Hunter, der zuvor mit Künstlern wie Michael Jackson, Pharrell Williams, Christina Aguilera oder Britney Spears zusammengearbeitet hat. Laut dem Keyboarder Frank Delgado war die Band nicht sehr begeistert von dieser Personalie und das Resultat war „scheiße“, weil Hunter ein „Pop-Regisseur“ wäre. Neben Schülern der High School haben sich zahlreiche Deftones-Fans unter die Komparsen gemischt. In einer Drehpause spielte die Band für die Anwesenden das Lied Change (In the House of Flies). Ein Komparse erinnerte sich, dass die Musiker „total cool“ zu jedem waren.
Das Video beginnt mit dem Sänger Chino Moreno, der zu spät zur Schule aufwacht und sich hastig anzieht. Mit dem Bus erreicht er die Schule und fährt auf seinem Skateboard über den Schulhof. Moreno ist in den folgenden Szenen zu sehen, wie er sich über die Tische einer voll besetzten Klasse bewegt und singt. Zur zweiten Strophe schleicht er sich in das Büro des Rektors und singt in sein Mikrophon, so dass alle Klassenräume es mitbekommen. Die Schüler stürmen aus ihren Zimmern und begleiten mit einigen Cheerleadern und der Marching Band der Schule die Musiker über den Schulhof. Gegen Ende des Videos spielt die Band das Lied, umringt von Schülern, in der Sporthalle der Schule.

## Titelliste
| Single 1. Back to School (Mini Maggit) – 3:57 2. Nosebleed (live) – 4:21 3. Teething (live) – 3:10 | EP 1. Back to School (Mini Maggit) – 3:57 2. Feiticeira (live) – 3:10 3. Back to School (Mini Maggit) (live) – 3:57 4. Nosebleed (live) – 4:21 5. Teething (live) – 3:10 6. Change (In the House of Flies) (acoustic) – 4:59 7. Pink Maggit – 7:32 8. White Pony (Electronic Press Kit) – 8:35 |

## Rezeption

### Rezensionen
Ein namentlich nicht bekannter Rezensent des deutschen Magazins Visions beschrieb die EP als „schönes, wenn auch viel zu kurzes Livedokument“ und hob den „amtlichen Sound“ der Liveversionen hervor. Die Anschaffung der EP „dürfte sich also lohnen“. Chris Deville vom Onlinemagazin Stereogum bezeichnete Back to School (Mini Maggit) als „halbherzig“ und „schablonenhaft“. Mike Diver von der British Broadcasting Corporation schrieb, dass Back to School (Mini Maggit) „nicht zum Geist der anderen Lieder des Albums passt“ und bezeichnete es als „MTV-freundlich“.

### Chartplatzierungen
Die Chartplatzierungen beziehen sich auf die EP.
| ChartsChartplatzierungen     | Höchstplatzierung | Wochen |
| ---------------------------- | ----------------- | ------ |
| Österreich (Ö3)              | 64 (2 Wo.)        | 2      |
| Vereinigtes Königreich (OCC) | 35 (3 Wo.)        | 3      |